# Lijst van voetbalinterlands Canada - Uruguay (vrouwen)
Deze lijst van voetbalinterlands is een overzicht van alle officiële voetbalinterlands tussen de nationale vrouwenteams van Canada en Uruguay. De landen hebben tot nu toe één keer tegen elkaar gespeeld.

## Wedstrijden
| № | Plaats         | Datum        | Competitie                  | Wedstrijd        | Uitslag |
| - | -------------- | ------------ | --------------------------- | ---------------- | ------- |
| 1 | Rio de Janeiro | 14 juli 2007 | Pan-Amerikaanse Spelen 2007 | Uruguay − Canada | 0 − 7   |

## Samenvatting
| Competitie             | Totaal gespeeld | Winst Canada | Gelijk | Winst Uruguay | Doelsaldo Canada – Uruguay |
| ---------------------- | --------------- | ------------ | ------ | ------------- | -------------------------- |
| Pan-Amerikaanse Spelen | 1               | 1            | 0      | 0             | 7 − 0                      |
| Totaal                 | 1               | 1            | 0      | 0             | 7 − 0                      |